# Rinaldo Piaggio

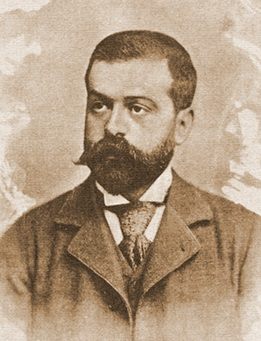
Rinaldo Piaggio

Rinaldo Piaggio (* 15. Juli 1864 in Genua; † 15. Januar 1938 ebenda) war ein italienischer Unternehmer und Senator.
Er übernahm früh ein von seinem Vater gegründetes Sägewerk, das er innerhalb weniger Jahre zu einem Hersteller für Marine- und Eisenbahnausrüstung weiterentwickelte. Durch Zukäufe und Lizenzbauten im Bereich Luftfahrt diversifizierte er das Unternehmen zu einem Hersteller von Flugzeugen und Motoren und zu einem der größten italienischen Konzerne jener Zeit.

## Leben und Werk
Rinaldo Piaggio entstammte einer Familie genuesischer Unternehmer. Mit zwanzig Jahren gründete Piaggio die Firma Piaggio in Sestri Ponente und übernahm das Sägewerk seines Vaters, das er in ein Unternehmen zur Herstellung von Marineausstattung umwandelte. Schon drei Jahre später erweiterte er die Produktion.
Piaggio arbeitet für alle genuesischen Werften, besonders eng mit der Werft der Familie Odero. Er heiratete die Tochter des Inhabers, Niccolò Odero, sein Schwiegervater übernahm 1895 die Anteile an Piaggios Firma von anderen Teilhabern. Da eine weitere Expansion des Unternehmens im Bereich Schifffahrt begrenzt war, begann Piaggio mit dem Bau und der Reparatur von Reisewagen für italienische Eisenbahnunternehmen. Mit seinem Schwager Attilio Odero gründete er dazu 1906 ein Unternehmen in Finale Ligure.
Durch den Ersten Weltkrieg erhöhte sich die Nachfrage im Schifffahrt- und Eisenbahnsektor und eröffnete Chancen im Bereich der Luftfahrt. Im ersten Schritt reparierte Piaggio Militärflugzeuge, 1917 übernahm er ein Luftfahrtunternehmen aus Pisa und gründete Piaggio Aerospace. Die Stadt beherbergte zu jener Zeit die 46. Luftbrigade auf dem Militärflughafen Dall’Oro, der Standort erwies sich als ideal für die weitere Expansion in diesem Bereich.
Die wirtschaftlich schwere Zeit nach dem Ersten Weltkrieg überstand die Firma dank der Diversifizierung besser als andere Unternehmen. Die Schwierigkeiten bei der Umstellung der Firma auf die Friedenswirtschaft überzeugten Piaggio von der Notwendigkeit, die Unternehmensstruktur neu zu gliedern. So überführte er 1920 die Firma in eine Aktiengesellschaft mit Attilio Odero als Präsidenten.
Mit der Übernahme eines Werks in Pontedera, wo er einen eigenen, auch militärisch genutzten Flugplatz betrieb, begann Rinaldo Piaggio mit der Herstellung von Motoren, Flugzeugen und Fahrzeugen auf der Grundlage eigener Entwicklungen. Neben den zivilen Anwendungen belieferte Piaggio auch die italienische Armee.
In der Politik trat Piaggio für die extreme Rechte ein und gründete die Associazione per Il Rinnovamento (Bund der Erneuerung), die in der Nationalfaschistischen Partei aufging.
Piaggio hatte zwei Söhne, die die Firma erbten und nach dem Zweiten Weltkrieg den bekannten Motorroller der Marke Vespa auf den Markt brachten.